# Georges Lamia
Pour les articles homonymes, voir Lamia.
Georges Lamia, né le 14 mars 1933 à La Calle (Algérie) et mort le 10 mars 2014 à Cagnes-sur-Mer, est un footballeur français des années 1950 et 1960. Évoluant au poste de gardien de but, il joue successivement à l'OGC Nice, au Havre AC et au Stade rennais durant sa carrière professionnelle. Il obtient également sept sélections en équipe de France et participe à l'Euro 1960 où « les Bleus » terminèrent 4e.
En 1956, il arrive à Nice où il signe une licence amateur. Il intègre peu à peu le groupe professionnel et côtoie le gardien titulaire, Dominique Colonna, qu'il remplacera à une reprise lors de la saison 1956/1957.
L'été 1957, il signe son premier contrat professionnel avec l'OGC Nice et devient le gardien titulaire, Colonna prenant la direction de Reims.
Il réalise des débuts tonitruant, se plaçant régulièrement en bonne position dans le classement des étoiles France Football. Mais son tempérament bouillant et sa fougue lui jouent parfois des tours.
Lors de la saison 1958/1959, il réalise une saison exceptionnelle au même titre que le reste de l'équipe qui remporte le titre de champion de France.
La saison suivante, il participera aux quarts de finale de la Champions League et fera partie de la première équipe française à faire tomber le Real Madrid à Nice (3-2).
En 1963, en désaccord avec son entraîneur, Numa Andoire, il quitte l'OGC Nice et rejoint Le Havre sur les conseils de Just Fontaine qui fut son coéquipier en équipe de France.
En 1964, Le Havre perd son statut professionnel. Il signe alors à Rennes où il remportera une coupe de France (1965).
En 1966, il met fin à sa carrière professionnelle et s'engage avec le club amateur de Cagnes sur Mer où il sera aussi éducateur auprès des jeunes. Il rejoindra ensuite le club voisin de Villeneuve Loubet où il continuera à jouer jusqu'à l'âge de 53 ans.

## Biographie
Gardien de but à l'OGC Nice et au Stade rennais, il est sélectionné sept fois en équipe de France.
Le 10 mars 2014, il meurt à Nice, à l'âge de 80 ans.

## Carrière
- 1951-1956 : JBAC Bône  Algérie
- 1957-1963 : OGC Nice  France
- 1963-1964 : Le Havre AC  France
- 1964-1966 : Stade rennais UC  France[7]

## Palmarès
- International A de 1959 à 1962 (7 sélections[1])
- Champion de France en 1959 avec l'OGC Nice
- Vainqueur de la Coupe de France en 1965 avec le Stade rennais
- Finaliste de la Coupe Drago en 1958 avec l'OGC Nice
- Finaliste du Challenge des Champions en 1959 avec l'OGC Nice et en 1965 avec le Stade rennais.